# Ministeriernes Filmudvalg
Ministeriernes Filmudvalg (MFU, in internationalen Zusammenhängen auch: Government Film Committee of Denmark) war  ein dänischer, staatlicher Filmproduzent und Filmverleih, vor allem von Kurz- und Dokumentarfilmen.

## Geschichte
Zur Zeit der deutschen Besetzung Dänemarks wurde es als notwendig erachtet, die Bevölkerung mittels Kurzfilme über neue Regelungen und die veränderten Verhältnisse aufzuklären. So wurde 1941 Filmudvalget under Regeringens Beskæftigelsesudvalg gegründet. Aus diesem ging dann im Juni 1944 die MFU hervor und bestand bis zu ihrer Ablösung im Jahr 1966 durch den Kortfilmråd. Die Aufgabe der MFU war es unter anderem Reklame für die dänische Wirtschaft und soziale Initiativen zu machen. Die Hauptänderungen zur vorhergehenden Institution bestanden darin, dass sie nun unter dem Justizministerium angeordnet war und ihr Geld aus dem Filmfonds bezog. Das Personal war dasselbe: Mogens Skot-Hansen, Jørgen Dich, Vilhelm Boas sowie Thomas P. Hejle. Da man ahnte, dass sich der Krieg dem Ende näherte, produzierte man nun die Kurzfilme hauptsächlich mit Hinblick auf den Export. Am Ende des Jahres 1946 löste Ib Kock-Olsen, gleichzeitig Chef für Dansk Kulturfilm, Skot-Hansen als Leiter der MFU ab.
Die 1955 veröffentlichte Produktion Wo die Berge segeln war 1956 für den Oscar in der Kategorie Bester Dokumentarfilm nominiert.

## Filmographie (Auswahl)
- 1952: Spædbarnet
- 1953: Lyset i natten
- 1955: Wo die Berge segeln (Hvor bjergene sejler)